# Rotulagem europeia dos pneus
Desde novembro 2012, uma diretiva da Comissão Europeia exige que os pneus de veículos de turismo, utilitários, e camiões à venda na União Europeia levem um rótulo de eficiência energética. São isentos desta regulamentação os pneus recauchutados, os pneus todo-terreno profissionais, os pneus feitos para ser montados nos veículos matriculados antes do 1ero de outubro  1990, os pneus sobresselentes de utilização temporária do tipo T, os pneus com um índice de velocidade inferior a 80km/h, os pneus com pregos, os pneus para veículos de competição e os pneus com jante inferior ou igual a  25,4cm ou igual ou superior a 63,5cm.

## Objetivos
Os objetivos da rotulagem dos pneus são de aumentar a segurança, melhorar a eficiência económica e meio ambiental do transporte viário, promovendo o uso de pneus eficientes em termos de consumo de carburante, segurança e nível de ruído.
A rotulagem dos pneus nasce com o objetivo de informar o consumidor para que possam conhecer as características dos pneus antes de comprá-los.

## Criterios
A nova rotulagem informa o consumidor sobre 3 performances fundamentais do pneu: a eficiência energética, a aderência em piso molhado e o nível de ruído exterior.

### A eficiência de combustível
Este critério basea-se na resistência ao rolamento e aparece na coluna esquerda do rótulo (símbolo de gasolineira). Cerca de um quinto do consumo total de carburante de um veículo depende dos pneus. Quando os pneus rodam pelo asfalto, desformam-se e desprendem calor, criando uma resistência ao rolamento. Quanto mais alta é a resistência ao rolamento, maior é o consumo de carburante e as emissões de CO2. O rótulo indica a resistência ao rolamento de cada pneu com uma letra da A (resistência mais baixa) à G (a mais alta). A diferencia entre um pneu de classe A e um pneu de classe G pode chegar a ser de 0,5l/100km.

### A eficiência de travagem
Este critério é o mais importante para a segurança e podemos encontra-lo na coluna direita do rótulo (símbolo de nuvem com chuva). Numa situação de emergência, ums metros podem marcar a diferencia. Um veículo circulando a 80km/h equipado com pneus de classe A reduzirá a distância de travagem sobre piso molhado de 18 metros comparado com um pneu de classe F (A classe G não se utiliza).

### Eficiência sonora: ruído de rolamento externo do pneu
Este critério está relacionado com a qualidade de vida, pois os pneus são em grande parte responsáveis do ruído que produz um veículo. Aparece na parte inferior do rótulo representado por um alta voz. Este critério conta com 3 classes, representadas por uma (nota mais alta), dois ou três ondas sonoras (a nota mais baixa). Os pneus qualificados como menos ruidosos serão aqueles que produzem um ruído inferior a 68dB e os mais ruidosos até 74dB como máximo.

## A rotulagem de pneus fora da Europa
A rotulagem dos pneus não existe unicamente na Europa, atualmente países como o Japão ou a Coreia do sul também contam com sistemas de rotulagem.

### Japão
A rotulagem japonese é muito parecida com a rotulagem europeia mas a diferencia é que só mede dois critérios: a resistência ao rolamento ou eficiência energética e a travagem em piso molhado. O critério de resistência ao rolamento está representado por cinco classes: AAA, AA, A, B, C. Enquanto o critério de travagem em piso molhado conta com quatro classes: a, b, c e d.

### Coreia do Sul
A rotulagem de pneus da Coreia, como no Japão, só conta com dois critérios: a eficiência energética e a travagem em piso molhado, sendo mais importante a eficiência energética. Cada critério conta com cinco classes que vão de 1 a 5.